# Akademisk Idrætsforening
Akademisk Idrætsforening blev stiftet 4. februar 1913 i København af blandt andre gymnastikinspektør Niels Christian Daniel Petersen (1892-1975) og landsretssagfører Svend Langkjær (1886-1948), der var foreningens formand 1914-1915. Læge Ivan Osiier (1888-1965) var foreningens formand 1916-1930.